# Marga (Marga)
Marga is een bestuurslaag in het regentschap Tabanan van de provincie Bali, Indonesië. Marga telt 2968 inwoners (volkstelling 2010).